# POTENZA
ポテンザ（POTENZA）は、ブリヂストンが販売するスポーツドライブ向けタイヤ、およびモータースポーツで使われるレーシングタイヤのブランド名称で、1979年に発売された。競合モデルはその前年（1978年）に発売された横浜ゴムの「ADVAN」シリーズや住友ゴム工業（DUNLOPブランド）の「フォーミュラ」や「ディレッツァ（DIREZZA）」などである。ポテンザはイタリア語で“力”、つまりパワーを意味する。

## 概要
開発当初はひたすらグリップアップを目指し開発されたタイヤで、現在では周回を重ねてもグリップダウンが少ないタイヤを開発している。また日本メーカーの高級乗用車と欧州メーカーの高級乗用車向けにハイスピードレンジ対応（Wレンジ…300km/h超）モデルである「RE050」がメーカー標準装着モデルとしてOEM供給されている。

## 販売中のもの

### 乗用車用

#### プレミアム系
- POTENZA S007A
- POTENZA S001 RFT（2011年〜）（ランフラットタイヤ）
- POTENZA S001（2010年〜）
- POTENZA RE050（2004年〜）・・・現在はS001で発売されていない22サイズのみ

#### ハイグリップ系
- POTENZA RE-71RS（2020年〜）
- POTENZA RE-71R（2015年〜）・・・165/55R14 72V～275/35R19 96Wまでの41サイズのみ展開
- POTENZA RE-11A（2012年〜）・・・RE-71Rに移行、在庫限り
- POTENZA RE-11（2008年〜）・・・現在はRE-71Rで発売されていないサイズのみ
  - グッドデザイン賞受賞
- POTENZA RE-01R（2004年〜）・・・現在はRE-11で発売されていない4サイズのみ
- POTENZA RE-01（2001年〜）・・・現在はRE-11で発売されていない9サイズのみ

#### スポーティー系
- POTENZA Adrenalin RE004（2020年〜）・・・165/55R14 72V～275/30R20 97Wまでの40サイズのみ展開
- POTENZA Adrenalin RE003（2015年〜）・・・195/55R15 85W～275/30R20 97Wまでの32サイズのみ展開
- POTENZA Adrenalin RE002（2014年〜）・・・RE003に移行、在庫限り
- POTENZA G III（2002年〜）・・・現在は165/60R12 71Hのみ

### アマチュアモータースポーツ向け

#### サーキット・ジムカーナ
- RE-11S
- RE55S

#### ラリー・ダートトライアル
- RE480R
- RE461R Kai
- RE470R
- RE370R

## 過去に販売していたもの
当初は以下のハイグリップ系やモータースポーツ向けのみの展開だったがその後のブランド戦略でプレミアムスポーツタイヤのEXPEDIAやスポーティータイヤのGRIDがPOTENZAブランドに統合されたことにより商品展開が拡充された。

### 乗用車用

#### プレミアム系
- POTENZA RE050（一般サイズ/2004年〜2009年、一部サイズ/2004年〜現在）
- POTENZA S-03 Pole Position（2001年〜2004年）
- POTENZA S-02 Pole Position（1998年〜2001年）
- S-02
  - 以上は高性能輸入車向けフラッグシップブランドのEXPEDIA S-01の後継モデルとして発売された。

#### ハイグリップ系
- POTENZA RE-01R（一般サイズ/2004年〜2007年、一部サイズ/2004年〜現在）
  - RE-01の後継モデル。RE-01よりもドライグリップ重視の設計となっている。
- POTENZA RE-01（一般サイズ/2001年〜2004年、一部サイズ/2001年〜現在）
  - RE711/DAGGの統一後継でブリヂストン初のAQドーナツ2採用モデル。
- POTENZA RE711（1997年〜2000年）
  - ブリヂストン初のAQドーナツ採用モデル。
- POTENZA RE710 kai（1995年〜2001年）
  - RE710のマイナーチェンジ版でポテンザシリーズ初のドーナツ採用モデル。同時期にRE810が生産終了となる。
  - 一部幅広サイズはRE810を引き継ぎ左右非対称設計となっている。なお本モデルの後、RE-11まで約13年の間、左右非対称の新モデルが登場しなかった。
  - 販売量の見込めないサイズによってはRE711よりも後まで販売された。
- POTENZA RE710（1993年〜2000年）
- POTENZA RE810
  - RE61系の後継モデルでRE710より、よりサーキット走行に特化した市販用タイヤでSタイヤとの間を埋めるモデル。
- POTENZA RE71 optima BB-tune
- POTENZA RE71 optima
- POTENZA RE71 G-tune
- POTENZA RE71U
  - 71のハイグリップ版。　温度依存性が高かった。
- POTENZA RE71（1986年〜）
  - 日本のタイヤメーカー初のポルシェ標準装着タイヤ。但し、ポルシェ社納入品はPOTENZAブランド表記はなく「RE71」。
- POTENZA RE61 G-tune
- POTENZA RE61
  - RE71系に対して、接地面を増やしよりグリップ力を高めたスポーツ走行用モデル。
- POTENZA RE91（1982年〜）
  - 日本のタイヤメーカーで初のポルシェ承認モデル。
- POTENZA RE86M（1982年〜）
  - ドライグリップ重視というより、当時一世を風靡したピレリP7やP6というヨーロッパ製の高性能タイヤを目標にコントロール性と高速安定性を重視したモデル。
- POTENZA RE47M（1979年〜）
  - ポテンザシリーズとして一番初めに市販モデル。グリップ重視で今でもあのタイヤは良かったと語られる元祖モデルである。

#### スポーティー系
- POTENZA RE750（2005年〜2009年）
  - G IIIの後継モデルでタイヤ館、ミスタータイヤマンなどのブリヂストン直営店のみで販売された。
  - 本来は北米向けの製品で耐摩耗性能重視のスポーツタイヤであるがG IIIの事実上の後継として発売されたPlayzがスポーツ色が薄まったことに難色を示すユーザーが多かったため急遽国内発売された経緯がある。
  - 本モデルの販売終了によって同社の日本向けのスポーティータイヤは一時消滅し、国外向けモデルであったAdrenalin RE002が国内で販売開始される2014年まで、同社の同クラスは空白となった。
- POTENZA G III（一般サイズ/2002年〜2004年、一部サイズ/2002年〜現在）
  - スポーティータイヤブランドのGRIDシリーズ(最終モデルはGRID II)をPOTENZAブランドに統合する形で発売。
  - これによって最盛期は3ブランド（GRID,POTENZA,EXPEDIA）あった同社のスポーツタイヤは全てPOTENZAブランドとなった。
  - 事実上の後継モデルがトータルバランス系のミドルクラスタイヤであるPlayz PZ-1（後のPZ-X→ECOPIA PZ-X）。2012年現在も165/60R12 71Hが唯一まだ存在している。
  - 2012年現在、12インチおよび13インチサイズが発売された最後のモデルである。
  - パターンが全く同じ T's-02 が2005年より発売されている。
- POTENZA DAGG（1996年〜2000年）
  - スポーツ系タイヤのGRIDシリーズとRE710kaiの間を埋めるモデルとして、ポテンザシリーズの廉価版として発売。DAGGは「Drivin' A Go Go」の略。
  - タイヤのキャラクターとしては、グリップ重視のRE710kaiとは異なり、グリップ力を落としコントロール性を重視したモデルで、当時ドリフトがしやすいと言うことで評判が良かったダンロップ製フォーミュラーW1やW10に対抗するために開発されたモデルである。
  - その後、RE711の発売とともにDAGGは13インチのみの展開となり、RE-01発売時に生産終了した。

#### 日本車新車装着OEM用
- POTENZA S-01
- POTENZA S-02
- POTENZA S-07
- POTENZA RE86
- POTENZA RE87
- POTENZA RE88
- POTENZA RE92
- POTENZA RE94
- POTENZA RE96
- POTENZA RE010
- POTENZA RE011
- POTENZA RE020
- POTENZA RE030
- POTENZA RE031
- POTENZA RE040
- POTENZA RE050
- POTENZA RE070
- POTENZA RE080
- POTENZA RE110

### アマチュアモータースポーツ向け

#### サーキット・ジムカーナ
- RE-540S
- RE-520S
- RE-510S
- RE-610S
- RE-61S
- RE-71S
- RE-47S

## モータースポーツ

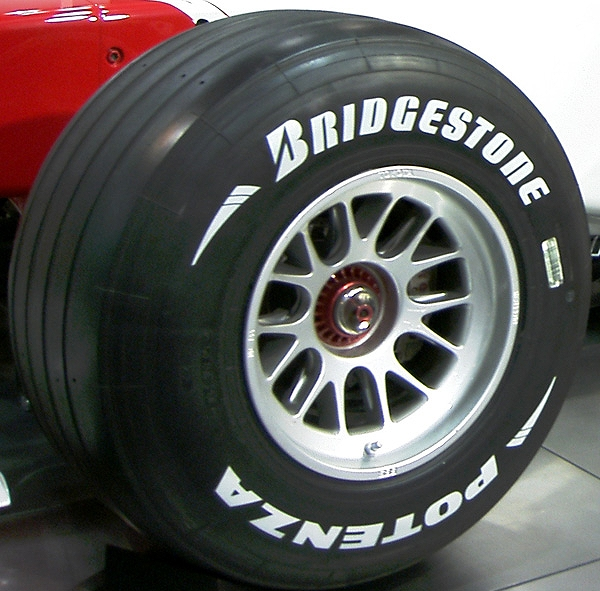
フォーミュラ1用タイヤ

ブリヂストンはフォーミュラ1をはじめとする国内外のさまざまなカテゴリーにも参戦しており、四輪モータースポーツで使われるタイヤも市販のものとはまったく違うが主にPOTENZAブランドで生産している。また、アメリカの「インディカー・シリーズ」に供給されている「ファイアストン・FIREHAWK」ブランドのタイヤは、ブランドはファイアストンだがその中身はブリヂストン・POTENZAそのものである（かつてのCARTシリーズでは2000年初頭からPOTENZAのブランド名が使われていた）。
珍しい例としては、2023年のスーパー耐久・富士24時間レースにおいて、本来ハンコックタイヤのスリックタイヤを使用するところが同社の工場火災の影響で供給が困難になり、代替として一部のクラスで市販品のPOTENZA RE-71RSが使用されたことがある。市販タイヤで24時間レースに参戦するのはブリヂストンでも初の事例だという。レースではハンコックのスリックに対して約1秒落ち程度のタイムで走行し、ドライバーからも高い評価を得た。